# Las Valeras
Las Valeras és un municipi de la província de Conca de la comunitat autònoma de Castella la Manxa. En el cens de 2007 tenia 1634 habitants i un territori de 113,04  km².

## Demografia

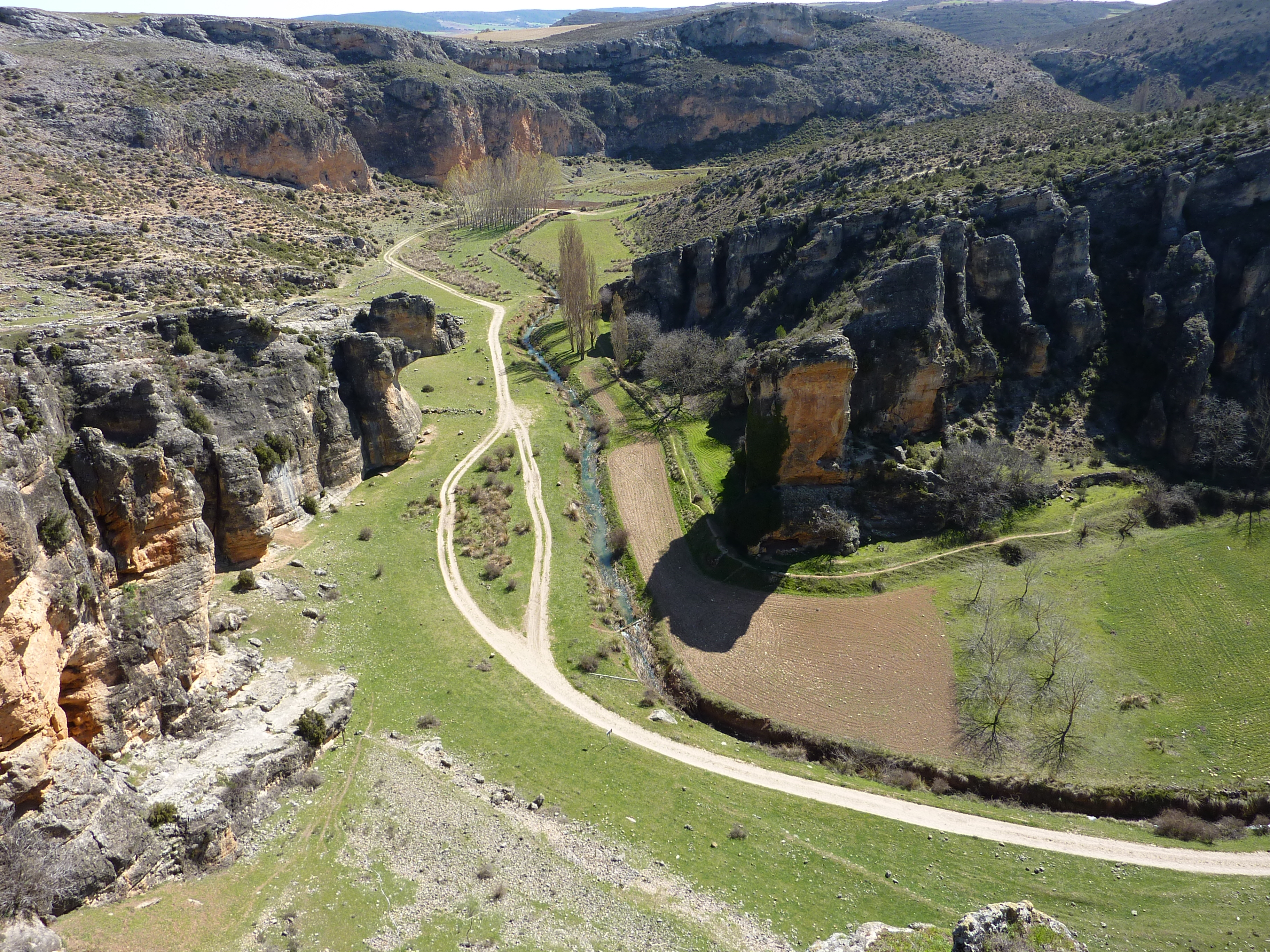
Foia del riu Gritos.

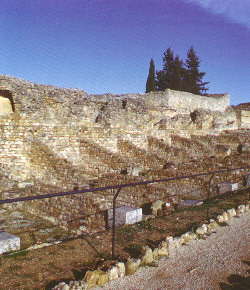
Ruïnes romanes de Valeria.

| 1991 |  | 1996 |  | 2001 |  | 2004 |
| ---- |  | ---- |  | ---- |  | ---- |
| 1428 |  | 1443 |  | 1502 |  | 1399 |